# Opel Vectra GTS V8
Der Opel Vectra GTS V8 ist ein Prototyp-Rennwagen der Adam Opel AG, der zur ausschließlichen Verwendung in der DTM konstruiert wurde und dort 2004 und 2005 gegen den Audi A4 DTM und die Mercedes C-Klasse antrat. Der Vectra GTS V8 löste das Astra V8 Coupé ab.

## Geschichte
Zur DTM-Saison 2004 gab es eine Übereinkunft der beteiligten Hersteller, ab dieser Saison Limousinen als Basisfahrzeug zu verwenden. Damit wollte die ITR ein Zeichen für neue Hersteller setzen, die man im Jahr 2000 mit dem Verbot der Limousinen abschreckte. Mit Audi A4, Mercedes C-Klasse und Opel Vectra hatten nun auch alle Hersteller eine vergleichbare Serienkarosserie im Einsatz. Opel entschied sich bei dem Vectra C für die GTS genannte Fließheckvariante und nicht für die Stufenheckvariante, die man 1997 beim Vectra B im Super-Tourenwagen-Cup wählte. Bei Vergleichsmessungen im Windkanal stellte sich eine bessere Aerodynamik der GTS-Variante heraus.
Mit dem Vectra nahm Opel in der DTM jedoch nur eine Außenseiterrolle ein. Die beste Platzierung war ein dritter Platz von Manuel Reuter in Oschersleben.
Am Ende der Saison 2004 kündigte General Motors den Ausstieg von Opel aus der DTM an. Die Entscheidung wurde vom Mutterkonzern aufgrund eines einschneidenden Sanierungsprogramms getroffen. Zwar erfolgte der Ausstieg erst ein Jahr später nach dem Ende der Saison 2005, allerdings wurde diese nur mit begrenztem Budget bestritten. Das Vorjahresfahrzeug wurde nur in Details weiterentwickelt und war damit auch nicht erfolgreicher als in den Vorjahren. Immerhin zwei dritte Plätze von Heinz-Harald Frentzen in Brünn und Zandvoort waren als beste Ergebnisse zu verzeichnen.
Die zum Toyota Konzern gehörende Premium-Marke Lexus kaufte einen Vectra GTS V8 der Saison 2004 von Opel und konzipierte dafür eine eigene Silhouette auf Basis des Lexus IS. Mit diesem Fahrzeug unternahm Lexus Testfahrten und es wurde auf der Tokyo Motor Show 2007 ausgestellt. Ein spekulierter DTM-Einstieg von Lexus blieb allerdings aus.

## Teams und Fahrer
Mit Einführung des Vectras in die DTM 2004 wurden in der ersten Saison insgesamt sechs Fahrzeuge eingesetzt, von denen jeweils drei von Phoenix Motorsport und Holzer Motorsport betreut wurden. Phoenix sicherte sich die Dienste von Laurent Aïello, Marcel Fässler und Peter Dumbreck, Holzer verpflichtete Heinz-Harald Frentzen, Timo Scheider und Manuel Reuter. Lediglich das OPC Euroteam setzte noch einen Astra V8 aus dem Vorjahr mit Jeroen Bleekemolen ein, bei seinem Heimrennen in Zandvoort durfte er allerdings auch in einem Opel Vectra GTS V8 starten.
2005 setzten Holzer mit Aïello und Reuter sowie Phoenix mit Frentzen und Fässler nur noch je zwei Wagen ein.

## Einzelergebnisse
| Team            | Fahrer                | Nr.             | 1   | 2   | 3   | 4   | 5   | 6    | 7   | 8   | 9   | 10  | 11  |
| --------------- | --------------------- | --------------- | --- | --- | --- | --- | --- | ---- | --- | --- | --- | --- | --- |
| DTM-Saison 2004 | DTM-Saison 2004       | DTM-Saison 2004 | HO1 | EST | ADR | LAU | NOR | SHA1 | NÜR | OSC | ZAN | BRN | HO2 |
| Phoenix         | Marcel Fässler        | 3               | DNF | 20  | DNF | 7   | DNF | 14   | 4   | 8   | 10  | 4   | DNF |
| Phoenix         | Laurent Aïello        | 4               | 9   | 8   | 6   | 4   | DNF |      | 9   | 6   | DNS | 15  | DNF |
| Phoenix         | Peter Dumbreck        | 14              | 6   | 9   | DNF | 11  | 7   |      | 8   | 11  | DNS | 9   | DNF |
| Holzer          | Heinz-Harald Frentzen | 9               | 11  | 12  | 12  | DNF | DNF | 7    | DNF | 14  | DNS | 6   | 12  |
| Holzer          | Manuel Reuter         | 10              | 10  | 16  | 13  | 8   | 8   |      | 12  | 3   | 8   | 12  | DNF |
| Holzer          | Timo Scheider         | 15              | 8   | 6   | 5   | 16  | DNF | DNF  | 6   | 7   | 12  | 7   | 9   |
| Euroteam        | Jeroen Bleekemolen    | 16              |     |     |     |     |     |      |     |     | 13  |     |     |
| DTM-Saison 2005 | DTM-Saison 2005       | DTM-Saison 2005 | HO1 | LA1 | SPA | BRN | OSC | NOR  | NÜR | ZAN | LA2 | IST | HO2 |
| Phoenix         | Marcel Fässler        | 9               | 9   | 13  | 5   | 15  | 8   | DNF  | 13  | 5   | DNF | 10  | 6   |
| Phoenix         | Heinz-Harald Frentzen | 10              | DNF | 14  | 15  | 3   | 14  | 6    | 12  | 3   | 7   | DNF | 18  |
| Holzer          | Laurent Aïello        | 11              | DNF | 10  | 7   | 16  | 7   | 12   | 9   | 14  | 4   | 6   | 9   |
| Holzer          | Manuel Reuter         | 12              | DNF | 16  | 16  | DNF | 15  | 9    | 20  | DNF | 5   | 14  | 12  |

1 Das Rennen in Shanghai zählte nicht zur Meisterschaft.
| Legende  | Legende            | Legende                                                          |
| Farbe    | Abkürzung          | Bedeutung                                                        |
| -------- | ------------------ | ---------------------------------------------------------------- |
| Gold     | –                  | Sieg                                                             |
| Silber   | –                  | 2. Platz                                                         |
| Bronze   | –                  | 3. Platz                                                         |
| Grün     | –                  | Platzierung in den Punkten                                       |
| Blau     | –                  | Klassifiziert außerhalb der Punkteränge                          |
| Violett  | DNF                | Rennen nicht beendet (did not finish)                            |
| Violett  | NC                 | nicht klassifiziert (not classified)                             |
| Rot      | DNQ                | nicht qualifiziert (did not qualify)                             |
| Rot      | DNPQ               | in Vorqualifikation gescheitert (did not pre-qualify)            |
| Schwarz  | DSQ                | disqualifiziert (disqualified)                                   |
| Weiß     | DNS                | nicht am Start (did not start)                                   |
| Weiß     | WD                 | zurückgezogen (withdrawn)                                        |
| Hellblau | PO                 | nur am Training teilgenommen (practiced only)                    |
| Hellblau | TD                 | Freitags-Testfahrer (test driver)                                |
| ohne     | DNP                | nicht am Training teilgenommen (did not practice)                |
| ohne     | INJ                | verletzt oder krank (injured)                                    |
| ohne     | EX                 | ausgeschlossen (excluded)                                        |
| ohne     | DNA                | nicht erschienen (did not arrive)                                |
| ohne     | C                  | Rennen abgesagt (cancelled)                                      |
| ohne     | keine WM-Teilnahme |                                                                  |
| sonstige | P/fett             | Pole-Position                                                    |
| sonstige | 1/2/3/4/5/6/7/8    | Punktplatzierung im Sprint-/Qualifikationsrennen                 |
| sonstige | SR/kursiv          | Schnellste Rennrunde                                             |
| sonstige | *                  | nicht im Ziel, aufgrund der zurückgelegten Distanz aber gewertet |
| sonstige | ()                 | Streichresultate                                                 |
| sonstige | unterstrichen      | Führender in der Gesamtwertung                                   |